# Nola bananae
Nola bananae är en fjärilsart som beskrevs av Holland 1930. Nola bananae ingår i släktet Nola och familjen trågspinnare. Inga underarter finns listade i Catalogue of Life.